# Mowgli
Mowgli es el nombre del protagonista de la novela de Rudyard Kipling El libro de la selva. Se ha mencionado en la historias que el nombre significa 'rana', sin embargo Rudyard Kipling, en sus anotaciones, menciona que ...es un nombre que me inventé. No significa 'rana' en ningún idioma que yo conozca.

## Historia
Mowgli es un niño al que, cuando aún es muy pequeño, intenta capturar el tigre Shere Khan. Al saberse, Mowgli es acogido por la manada de lobos de Seeonee a cambio de un toro recién muerto entregado en pago por la pantera Bagheera. Además, el oso Baloo se encargará de su protección y de su educación.
Al crecer, Mowgli se enfrenta con muchos peligros que se le presentan, y es respaldado por Bagheera, Baloo, la serpiente pitón Kaa, y dos lobos: el Hermano Gris y Akela; son peligros como enfrentarse a Shere Khan y darle muerte, vencer a una manada de aproximadamente 200 perros jaros y desafiar a una peligrosa cobra india.
Por casualidad y sin saber que son ellos, Mowgli conoce a sus padres: Messua y su esposo, aldeanos de la India británica a quienes salva la vida en reiteradas ocasiones.